# Рябікін Павло Борисович
Павло́ Бори́сович Рябі́кін (нар. 6 червня 1965, Київ, Українська РСР) — український державний діяч, політик та дипломат. Надзвичайний і Повноважний Посол України в Китаї (2023—2024).
Міністр з питань стратегічних галузей промисловості України з 4 листопада 2021 до 20 березня 2023 року. Голова Державної митної служби України з листопада 2020 року по листопад 2021 року. Також, Надзвичайний та Повноважений посол України в Данії (2009 — 2010).

## Життєпис
Народився 6 червня 1965 року в Києві в родині театрального режисера Бориса Рябікіна (1925—2000).
Закінчив Київський університет ім. Шевченка за спеціальністю «Правознавство», здобув кваліфікацію «Юрист-міжнародник», референт-перекладач німецької мови. Стажування: Лейпцизький університет (1987), Кільський університет (2000).
З червня 1991 по березень 2000 року працював референтом у «Юрзовнішсервісі». З березня до червня 2000 року був членом Київської міської колегії адвокатів Київської міської кваліфікаційно-дисциплінарної комісії адвокатури.
У 2000—2005 роках був народним депутатом України, працював у Комітеті Верховної Ради України з питань правової політики, з 2002 року — голова підкомітету з питань господарського законодавства Комітету Верховної Ради України з питань економічної політики, управління народним господарством, власності та інвестицій.
З липня 2005 по серпень 2006 — заступник Міністра транспорту та зв'язку України.
З вересня 2006 по липень 2009 року, з червня 2010 по листопад 2012 року та з жовтня 2015 по березень 2017 року — заступник директора, начальник порту Рекреаційно-оздоровчого центру «Зелений Порт».
З серпня 2009 по червень 2010 — Надзвичайний і Повноважний Посол України в Королівстві Данія, Міністерства закордонних справ України. Дипломатичний ранг — Надзвичайний та Повноважний посланник 2-го класу (з лютого 2010).
З грудня 2012 року по листопад 2014 року працював у Комітеті Верховної Ради України з транспорту та зв'язку.
З липня 2014 року по вересень 2015 року — заступник голови Київської міської державної адміністрації.
З березня 2017 керував роботою державного підприємства "Міжнародний аеропорт «Бориспіль» на посаді генерального директора. За результатами роботи на посаді генерального директора ДП МА «Бориспіль» Павло Рябікін посів 2-гу сходинку рейтингу ТОП-100 2017 р. кращих менеджерів України. На підприємстві розробили та подали для затвердження Кабінету Міністрів України стратегічний план розвитку аеропорту до 2045 року. Також було представлено 5-річний план розбудови інфраструктури аеропорту-хабу. Орієнтовна вартість презентованих інфраструктурних проектів складає 10 млрд грн. За підсумками 2017 отримано рекордний дохід в розмірі 4097 мільйонів гривень. Забезпечивши динаміку зростання пасажиропотоку на рівні 22,1 % у групі європейських аеропортів, які обслуговують від 5 до 10 мільйонів пасажирів, аеропорт зайняв 3 місце за рейтингом Міжнародна рада аеропортів (ACI Europe) за підсумками року. У травні 2018 року, під час обслуговування пасажирів та вболівальників фіналу Ліги чемпіонів УЄФА у Києві, аеропорт досяг рекордного навантаження  60 300 пасажирів (регулярна програма та додаткові чартерні рейси) у найвищий піковий період розльоту (з 15 години 26 травня до 15 години 27 травня), що стало абсолютним рекордом порівняно з попередніми періодами діяльності «Борисполя».
З листопада 2020 року по листопад 2021 року був головою Державної митної служби України.
4 листопада 2021 року призначений Міністром з питань стратегічних галузей промисловості України.

## Політична діяльність
Народний депутат України 3-го скликання з червня 2000 до квітня 2002, виборчий округ № 130 Миколаївської області, безпартійний. Член групи «Відродження регіонів» (вересень 2000 — квітень 2001), член фракції Партії «Демократичний союз» (з квітня 2001). Член Комітету з питань правової політики (з жовтня 2000).
Народний депутат України 4-го скликання з травня 2002 до липня 2005, виборчий округ № 131, Миколаївська область, самовисування. безпартійний. Член фракції «Єдина Україна» (травень — червень 2002), член групи «Народовладдя» (червень — жовтень 2002), позафракційний (листопад 2002), член групи «Демократичні ініціативи» (листопад 2002 — травень 2004), позафракційний (травень — червень 2004), член групи «Центр» (червень 2004 — березень 2005), член фракції «Наша Україна» (з березня 2005). Голова підкомітету з питань господарського законодавства Комітету з питань економічної політики, управління народним господарством, власності та інвестицій (з червня 2002). Склав депутатські повноваження 7 липня 2005.
Народний депутат України 7-го скликання з грудня 2012 по листопад 2014, № 28 в списку від ПП «УДАР (Український демократичний альянс за реформи) Віталія Кличка».

### Дипломатична діяльність
З серпня 2009 до червня 2010 року — Надзвичайний і Повноважний Посол України в Данії.
З 26 квітня 2023 по 21 грудня 2024 року — Надзвичайний і Повноважний Посол України в Китаї.
Дипломатичний ранг — Надзвичайний і Повноважний Посланник 2-го класу (з лютого 2010).
Володіє англійською та німецькою мовами.